# Donkere Sluis (Amsterdam)
De Donkere sluis was een overkluisde brug in Amsterdam, die de ongedempte Nieuwezijds Voorburgwal verbond met de Nieuwezijds Achterburgwal (de hedendaagse Spuistraat) ter hoogte van de Mozes en Aaronstraat. Zeer waarschijnlijk heeft de term sluis hier, zoals vaker in Amsterdam, betrekking gehad op een stenen brug en niet op een keersluis. Het water was bevaarbaar, en er waren deuren die toegang gaven tot de kelders van de huizen die op en tegen de brug waren gebouwd. De overkluizing is onder meer te zien in de stadsplattegrond van Gerrit de Broen van rond 1748. Hij tekende de walkanten van Nieuwezijds Voor- en Achterburgwal en het Singel scherp in, maar liet ter plaatse van de overkluizing de walkanten weg (er is enige golfslag te zien).
In de 18e eeuw bevond zich hierop de stadspaardenstal, die in 1755 betrokken werd door het nieuwe Generaal Post-Comptoir. Deze instelling groeide uit tot het Hoofdpostkantoor, dat in 1854 een nieuw gebouw op deze plek betrok waarvoor de woonhuizen gesloopt werden. Dit gebouw is in 1890 vervangen door het huidige gebouw, dat tot in de jaren 90 van de twintigste eeuw dienst deed als hoofdpostkantoor, maar dat inmiddels als winkelcentrum Magna Plaza door het leven gaat. De brug was daarvoor al verdwenen, met de demping van de beide voorburgwallen.

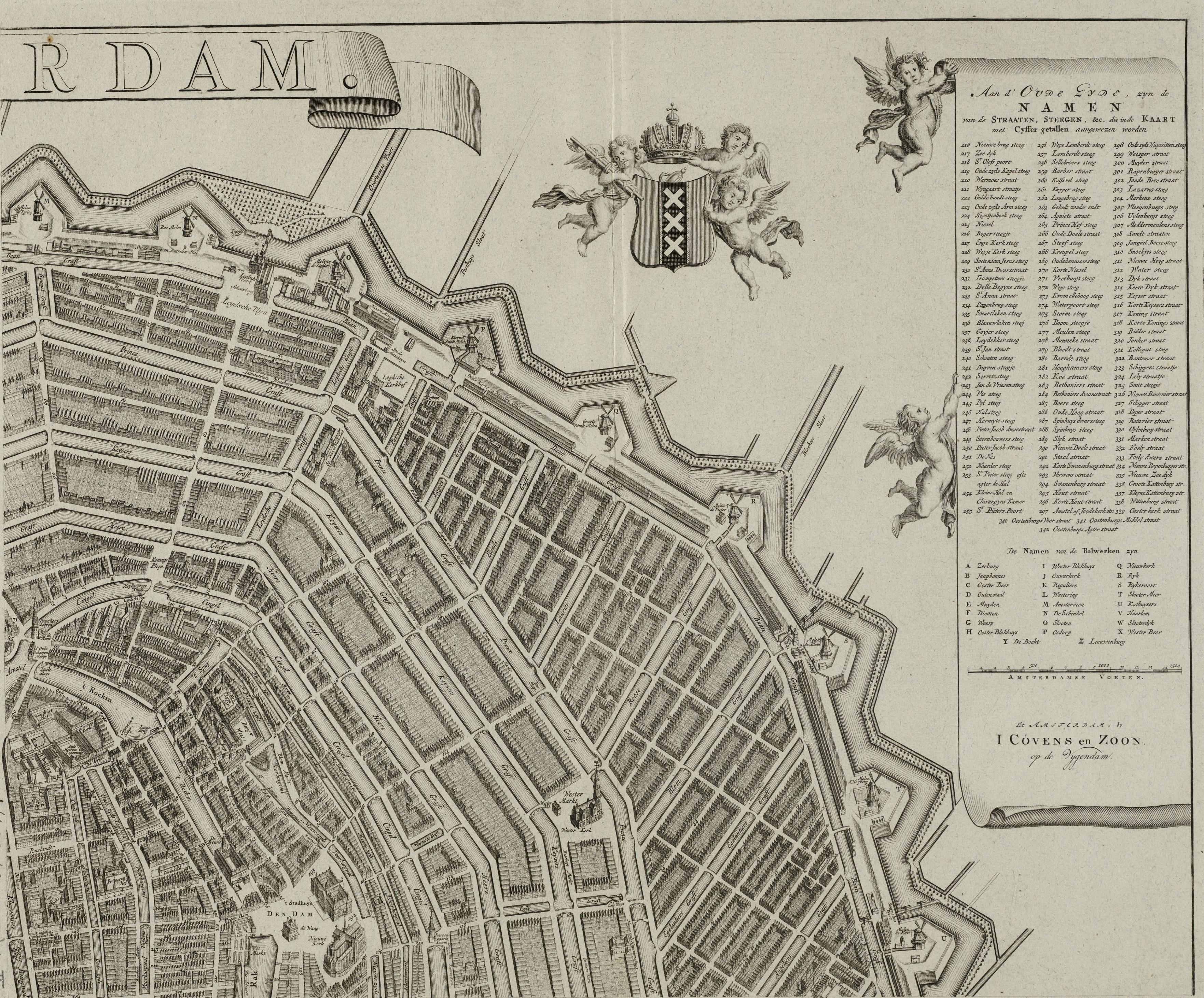
Kaart van Gerrit de Broen, inzoomen naar Nieuwe Kerk
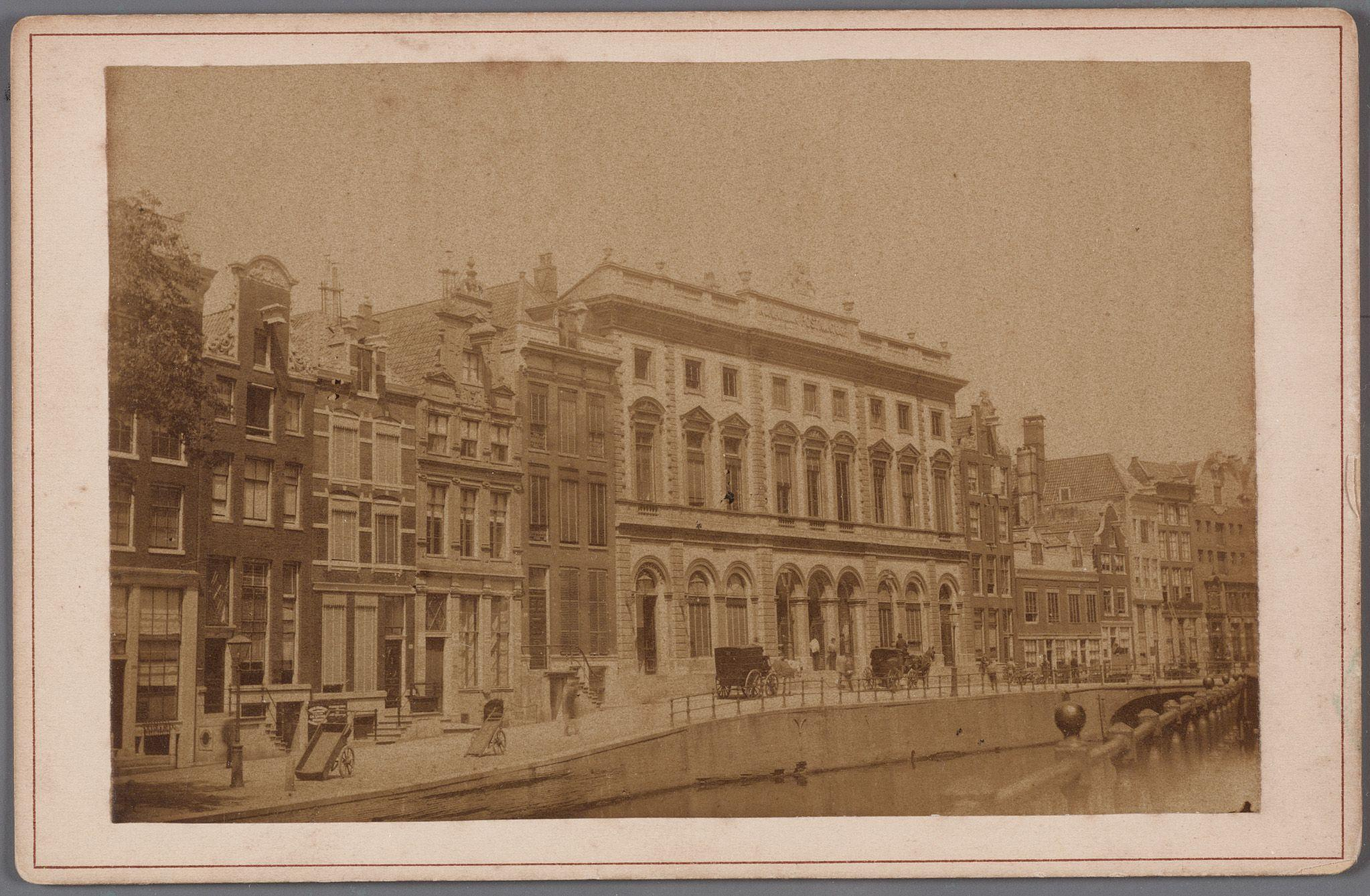
De donkere sluis is al dichtgemaakt, omdat de Nieuwezijds Achterburgwal eerder gedempt werd dan de Nieuwezijds Voorburgwal; er is nog een verhoogde walkant te zien.